# Francisco Lagos Cházaro
Francisco Jerónimo de Jesús Lagos Cházaro Mortero (Tlacotalpan, Veracruz, 20 de Setembro de 1878 - Cidade do México, 13 de Novembro de 1932) foi um político mexicano tendo sido presidente do México em 1915.
Estudou Direito em Veracruz e na Cidade do México. Em 1909 filiou-se no Partido Anti-reeleccionista do qual se tornaria um membro bastante activo. Por altura do triunfo de Francisco Madero seria eleito governador do estado de Veracruz, cargo que desempenhava quando Madero foi assassinado. Junta-se então a Venustiano Carranza, então governador de Coahuila.
Com a ocorrência da divisão dos líderes revolucionários, junta-se à facção villista em Chihuahua onde funda e dirige um jornal chamado Vida Nueva. Durante a Convenção de Aguascalientes foi secretário do general Roque González Garza a quem sucederia como presidente após a sua renúncia.
Iniciou o seu mandato a 10 de Junho de 1915, não conseguindo manter o seu governo na capital dado o distanciamento existente entre os vários líderes revolucionários. Com a anuência da convenção de Aguascalientes transferiu o governo para Toluca, Estado do México. Entretanto a situação política agudizava-se cada vez mais e Lagos Cházaro acabaria por abandonar o México por Manzanillo, Colima, instalando-se na América Central. Mais tarde regressa à Cidade do México, onde faleceria em 1932.